# White Island (Nieuw-Zeeland)
White Island (Maori: Whakaari), de bekendste vulkaan van Nieuw-Zeeland, ligt 48 kilometer van de kust aan de vlakke noordkant van het Noordereiland.
De hoogte van dit vulkaaneiland is boven water 321 meter, de complete hoogte is ongeveer 1600 meter. Het landschap doet denken aan dat van de Maan of Mars en wordt tot een van de beste attracties van Nieuw-Zeeland gerekend.

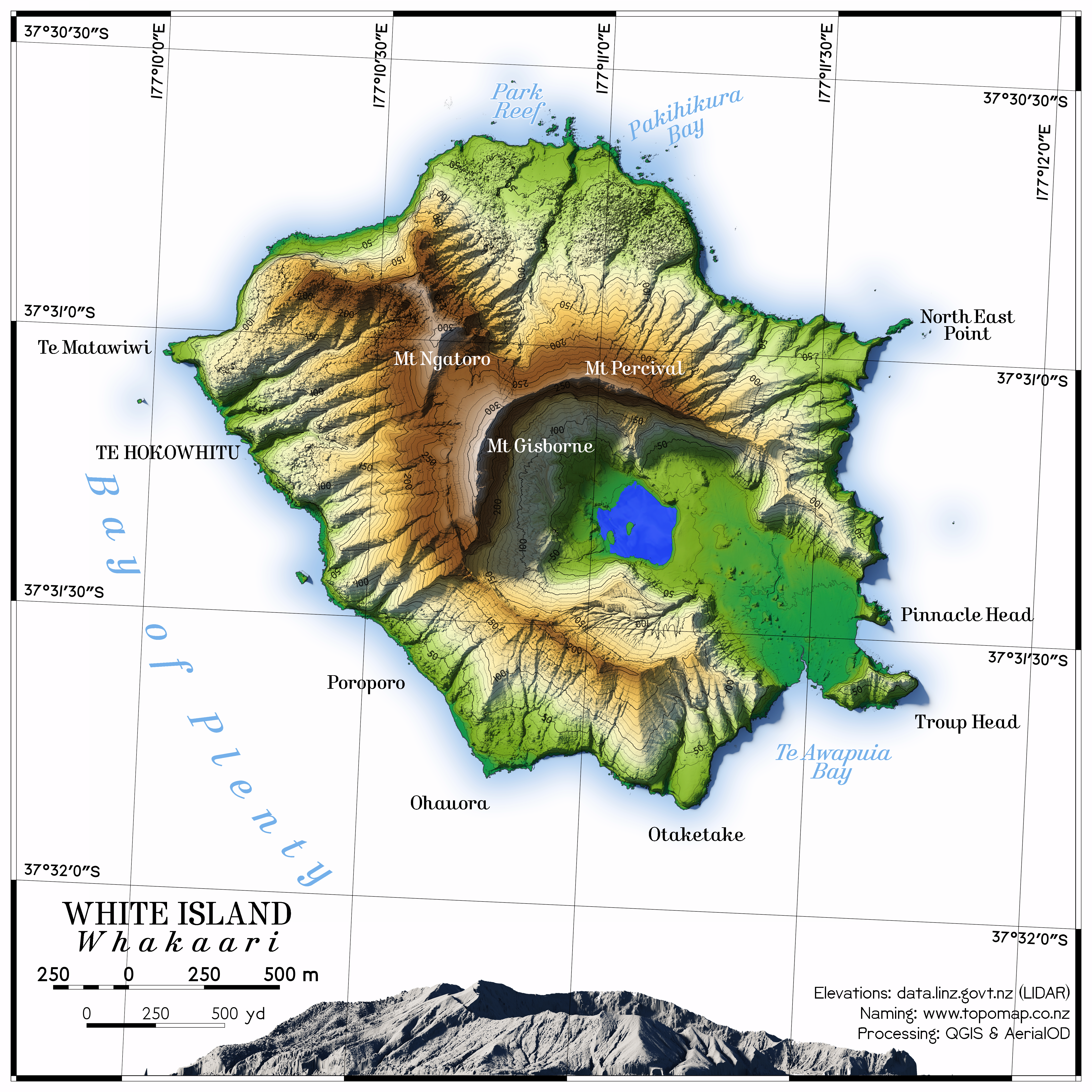
Topografische kaart van White Island

Vanaf omstreeks de wisseling van de 19e op de 20ste eeuw werd er op het eiland zwavel gewonnen. In 1914 kwamen alle mijnwerkers bij een eruptie om het leven. De zwavelwinning werd enkele jaren later hervat, maar begin jaren 30 stopte deze voorgoed. De restanten van de gebouwtjes met installaties die aan deze tijd herinneren, zijn in een hoek van het eiland nog te zien.
Nog steeds is deze vulkaan actief: er doen zich regelmatig aardbevingen en soms ook uitbarstingen voor. Op 9 december 2019 was er een uitbarsting waarbij 22 mensen om het leven kwamen en tientallen gewond raakten (waarvan sommigen later overleden). Het betreden van het eiland was aan strenge veiligheidseisen gebonden: men mocht alleen onder begeleiding van speciale gidsen het eiland op en werd dan verplicht om valhelmen (onverwachte uitbarstingen) en gasmaskers (extreme geur van zwavel) te dragen. Na de uitbarsting is de vulkaan gesloten voor toeristen. Het aanwezige kratermeer varieert in de loop der tijd regelmatig zowel in niveau als in de kleur van het water.
De vulkanische activiteiten van het eiland worden continu door vulkanologen gevolgd, onder andere met camera's, seismograaf en magnetometers. Desondanks zijn uitbarstingen moeilijk te voorspellen.
Naast het vulkanische eiland zelf, is ook het leven in het water om het eiland erg bijzonder, vanwege de hogere watertemperatuur.

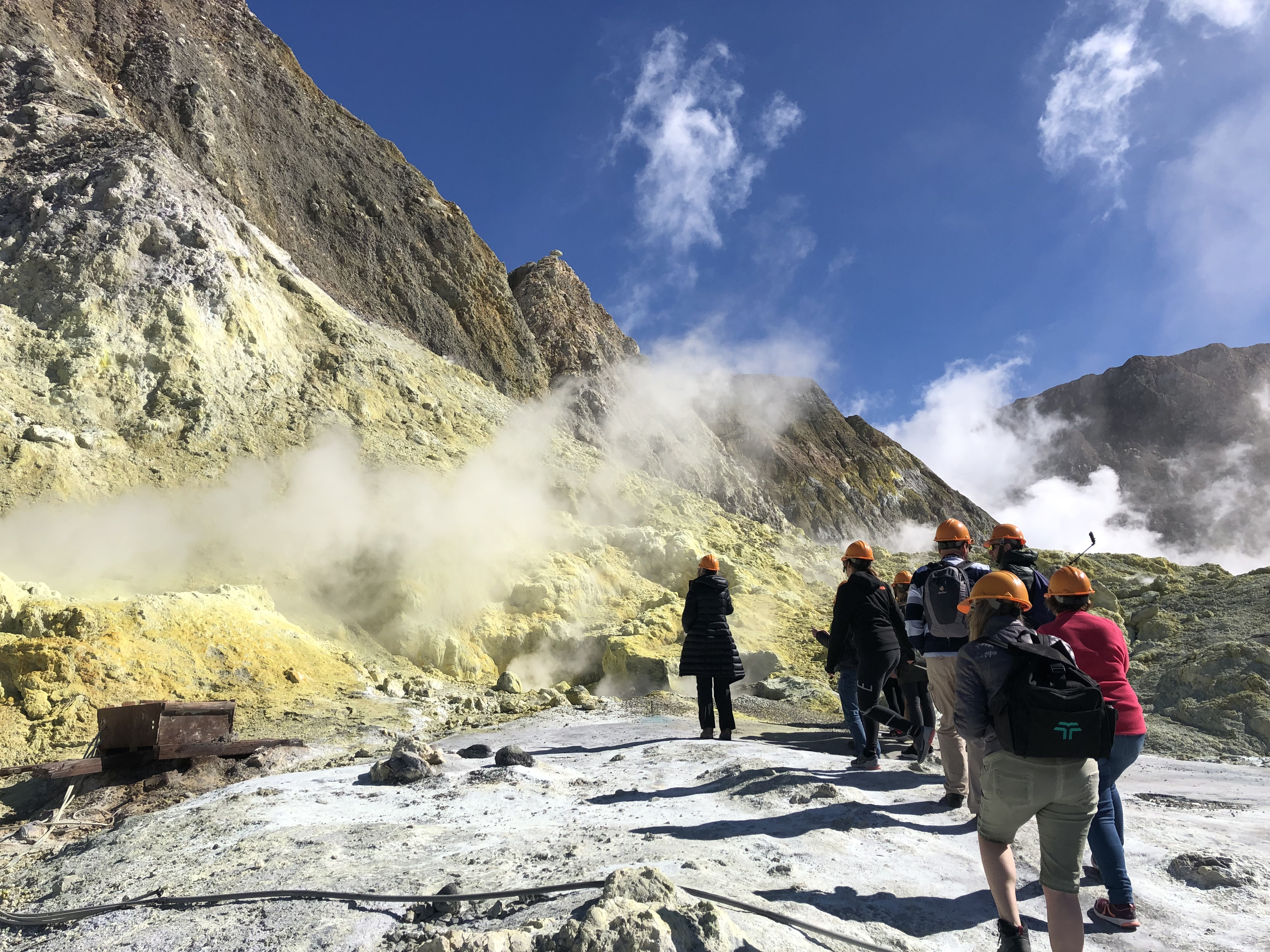
Bezoekers op het eiland in april 2019